# The Awakening (Band)
The Awakening war eine US-amerikanische Jazzband der frühen 1970er Jahre.

## Bandgeschichte
Als das Sextett The Awakening in den frühen 1970er Jahren gegründet wurde, kamen sowohl Veteranen der R&B-Session-Musiker in Chicago als auch Jazzmusiker zusammen, die der Association for the Advancement of Creative Musicians (AACM) angeschlossen waren. Das Sextett stützte sich auf diese verschiedenen musikalischen Quellen für das Debütalbum Hear, Sense and Feel (Black Jazz) aus dem Jahr 1972. Der Band gehörten Frank Gordon (Trompete, Flügelhorn), Steve Galloway (Posaune, Perkussion), Richard „Ari“ Brown (Tenorsaxophon, Flöte), Ken Chaney (Piano, E-Piano, Perkussion), Reggie Willis (Bass) und Arlington Davis, Jr. (Schlagzeug, Perkussion) an. Ken Chaney und Frank Gordon waren zu dieser Zeit Mitglieder des damals populären Instrumentaltrios Young-Holt Unlimited. Obwohl sich „The Awakening“ nach der Veröffentlichung ihres zweiten Albums von 1973, Mirage, trennten, blieben ihre Mitglieder aktiv. Brown und Galloway in der AACM, und Ari Brown in der lokalen Musikszene.